# George Lynch (músico)
George Lynch (Spokane, Washington, 28 de septiembre de 1954) es un guitarrista de heavy metal estadounidense, integrante de las bandas Dokken, Lynch Mob, Souls Of We, T&N y KXM, entre otros proyectos. Sus principales influencias han sido Jimi Hendrix, Randy Rhoads, Michael Schenker, Jeff Beck, Eddie Van Halen, Allan Holdsworth, Jan Akkerman, Christopher Parkening, Al Di Meola, Roy Buchanan, Albert King, Frank Marino, Muddy Waters, Yngwie Malmsteen entre otros. .

## Inicios
Lynch nació en Spokane, Washington y se crio en la pequeña ciudad de Auburn, California. El guitarrista Mark Kendall de Great White afirma que George empezó a intervenir las dos-manos (tapping) antes que Van Halen lo hiciera. Dos veces audicionó para el puesto de guitarrista de Ozzy Osbourne. 
La primera vez en 1979 - perdiendo con Randy Rhoads - y la segunda vez en 1982 para reemplazar a Brad Gillis. Según Lynch, fue contratado por tres días antes de que Ozzy cambiara de opinión y decidió contratar luego a Jake E. Lee. Sin embargo, este último afirma que Lynch "tuvo el trabajo, pero sólo dos semanas, vio el espectáculo, y en realidad nunca tocó con Ozzy". Lynch mira hacia atrás la situación de manera positiva, sin embargo; él ha dicho "Gané el premio de consolación, Randy consiguió salir de gira con Ozzy... y yo me puse a dar clases en la escuela de su madre". 
George tocó inicialmente en una banda de 1970 a finales llamada The Boyz, trabajando en los clubes de Sunset Strip en Los Ángeles, junto a algunos de sus contemporáneos como Van Halen y Quiet Riot. The Boyz iban a tocar en un club donde estaba Gene Simmons de Kiss y su sello discográfico propio. Van Halen abrió el show, pero Gene optó por no quedarse y ver The Boyz.

## Dokken
Lynch llegó a la fama en la década de 1980 a través de su trabajo como el guitarrista principal de la banda Dokken de la que había sido miembro desde 1980, con Don Dokken en la voz, Jeff Pilson en el bajo y Mick Brown en la batería. Dokken tuvo una serie de exitosos discos de platino tales como Tooth And Nail, Under Lock And Key y Back For The Attack, que ofrecen un prominente y melodioso trabajo de guitarra de Lynch. Esto cimentó su reputación como héroe de la guitarra. La pista instrumental "Mr. Scary" en Back For The Attack contribuyó a su popularidad entre los guitarristas. La banda fue nominada a un Grammy para la Mejor Interpretación de Metal en 1988. En ese año, lanzaron el álbum en vivo Beast From The East grabado en Japón, donde destaca el último sencillo "Walk Away". A pesar de la popularidad de la banda, el grupo se separó en marzo de 1989 debido a las tensiones internas con el vocalista Don Dokken.

## Lynch Mob y post Dokken
En 1989 Lynch formó su propia banda de heavy metal Lynch Mob que difería de Dokken en la lírica y en la complejidad de la guitarra, tema, estructura de la canción y la afinación destacando su primer álbum Wicked Sensation, con Oni Logan en la voz, Anthony Esposito en el bajo y Mick Brown ex Dokken en la batería. 
En 1992 lanzan un álbum homónimo con la misma formación con la excepción del vocalista, en esta ocasión fue Robert Mason. Lynch luego tomó un tiempo libre con su esposa y tuvieron una niña, Mariah Lynch. Después de pasar un tiempo con su familia regresó a trabajar. 
En 1993, Lynch lanzó su primer álbum en solitario, Sacred Groove destacando "Love Power From The Mama Head", "I Will Remember" y "Tierra del Fuego", todas de corte instrumental.

## Reunión con Dokken
En 1994, después que Don, Pilson y Brown se reunieron, decidieron tratar de llevar Lynch de vuelta al redil, algo así como un reencuentro de Dokken. Lynch acordó poner todas las diferencias a un lado para darle una oportunidad a la banda una vez más. La versión reunirse de Dokken fue firmado para el sello Columbia/Sony y después de un extenso escrito, lanzaron Dysfunctional en 1995. Lamentablemente el álbum no se vio tan bien como se esperaba y la banda fue eliminada de la etiqueta. Dokken luego firmó con CMC Internacional y lanzó un espectáculo desenchufado (unplugged) a finales de 1994, titulado One Night Live. 
En 1996 la banda entró en el estudio y contrató al productor Kelly Gray. Gray junto con Lynch, Pilson y Brown quiso tomar la banda en una nueva dirección bajo la consternación del vocalista Don Dokken, liberando Shadowlife. Fue un cambio completo de rock melódico con un sonido más alternativo. Lynch todavía encontró tiempo para aparecer en las clínicas de guitarra para guitarras ESP y asistir a la anual NAMM Show. 
Para 1997, las tensiones habían estallado de nuevo entre Don y Lynch que condujo a que Lynch dejara la banda nuevamente, y reemplazado por el exguitarrista de Europe John Norum, con quien Don ya había trabajado en su álbum en solitario de 1990.

## Reuniendo a Lynch Mob
Esto llevó a Lynch a llamar a sus ex Lynch Mob Logan, Esposito y Brown. El grupo entró en el estudio y grabaron 3 canciones (posteriormente liberados como un EP titulado SYZYGY). Sin embargo, Logan decidió dejar la banda para dedicarse a otros proyectos antes de que se pudiera completar un álbum completo. Brown decidió quedarse con Dokken y George organizó una gira de 13 meses por EE. UU. 
Para 1998 la voz principal cambio a John West excantante de Badlands, manteniéndose Esposito y el batería fue cambiante. George mismo entonces decidió que quería tomar a Lynch Mob en una dirección totalmente nueva influenciado por bandas contemporáneas. Nuevo look radical de la banda y un enfoque musical para atraer a un público más joven. 
En 1999 lanzan Smoke This. Después de recorrer una gira Lynch decidió poner la banda en suspenso por un par de años. Pero no fue hasta que estuvo de gira con el cantante original Logan, el bajista Chuck Garric ex-Bulletboys y el exbaterista de LA Guns Jimmy D'Anda hasta finales de 2001. 
A principios de 2002, George empezó a trabajar con un productor/ingeniero llamado Sean Fodor sobre el proyecto Microdot nefasta que ofrecía al cantante entonces desconocido London LeGrand. Sólo unas pocas canciones de ese proyecto perdido han visto la luz del día. "Bulldog Tiranny" en The Lost Anthology y otras 3 canciones que George lanzó más adelante como The Lynch That Stole Riffness con Mason nuevamente en la voz. Luego a finales de 2002, George decidió reformar Lynch Mob con el bajista original Esposito y nuevamente Mason. La banda luego grabó un álbum de regrabadas clásicas canciones de álbumes de Dokken y Lynch Mob, actualizados a un enfoque más contemporáneo (post-2000) y un nuevo sonido. También formó un proyecto con el exbajista Pilson de Dokken llamado 'Lynch/Pilson' lanzando Wicked Underground.
En 2003 formó 'The George Lynch Group' en la que realizó varias giras. El grupo realizó un maratón de 26 shows en 30 días, incluyendo uno muy comentado en The Tonight Show con Jay Leno. El line-up era: George Lynch - Guitarras, Andrew Freeman - Vocales, Vinny Appice (Black Sabbath/Dio) - Batería y Marten Andersson (Lizzy Borden/Starwood/Legacy) - Bajo. 
Furious George álbum del 2005 es un álbum de covers, incluyendo canciones de rock clásico de ZZ Top, Jimi Hendrix, The Beatles, AC/DC y Led Zeppelin.
El 13 de mayo de 2008, Let The True Be Known fue lanzado bajo el nombre de la banda Souls Of We. Trabajando nuevamente con LeGrand (voz), Johnny Chow (bajo), y Yael (batería). A pesar de la nueva banda y nuevo disco, a principios del otoño de 2008 Lynch se embarcó en una gira con una Lynch Mob reformada con el cantante original, Logan , el bajista Marco Mendoza y el baterista Tommy Aldridge. En octubre de 2009, un nuevo álbum de Lynch Mob fue lanzado Smoke And Mirrors, con Logan en la voz principal.
En 2009 Lynch grabó las guitarras de siete canciones que aparecen en el álbum debut de la cantante de rock india Raven Quinn. El álbum homónimo fue publicado el 4 de marzo de 2010.
Lynch recorrió la primavera de 2010 con Souls Of We y pasó la gira de verano e invierno con Lynch Mob. En el verano de 2010 Souls Of We cambia su línea y se ven obligados a suspender el nombre. Se pidió a los fanes de la página web de Lynch pensar en un nuevo nombre para el proyecto, el cual proseguirá con un nuevo nombre y músicos. También en 2010, apareció en un álbum tributo, Siam Shade Tribute, la banda de rock japonesa Siam Shade.
George vive en la actualidad, cerca de Los Ángeles, donde creó un sitio web de la guitarra de instrucción llamado el Dojo. Lynch también comenzó a hacer su propio arte en las guitarras, que se hace en las instalaciones de la tienda de encargo ESP Guitars EE. UU.

## El rumor de la tercera reunión de Dokken
El 29 de noviembre de 2009, durante una presentación en un show de Dokken en The House Of Blues en Anaheim, Lynch y Pilson se unieron a Brown y a Don en dos canciones. El line-up "días de gloria" estaba en el escenario juntos por primera vez en 12 años. A principios de 2010, Lynch anunció una tercera reunión de Dokken. El anuncio fue seguido por una retracción el 24 de febrero de 2011, en una reunión se descartó el proyecto a finales de 2010, cuando Lynch publicó un comunicado en su página web diciendo que Don no quería que la reunión tuviera lugar.
T & N se forman a partir de 3/4 partes de la clásica Dokken line-up con Lynch, Pilson y Brown. En diciembre de 2011, anunciaron planes para un álbum de estudio que se publicó en 2012. El nombre original del trío era Tooth and Nail, pero debido a problemas legales con otra banda que ya tenía registrado el nombre, Tooth And Nail fue acortado a T&N en 2012. Lanzaron el álbum Slave To The Empire el 31 de octubre de 2012.
En 2014 Lynch se une al cantante y bajista dUg Pinnick ex-King's X y al baterista de Korn Ray Luzier y sacan el álbum homónimo de la banda KXM. Actualmente George está trabajando con el frontman de Stryper Michael Sweet, grabando un álbum en una nueva banda en la que estarán juntos. El álbum fue lanzado en 2015 por Frontiers Records.

## Equipo
Antes de 1986, Lynch utilizaba guitarras Charvel, sobre todo las guitarras rayas de tigre. A partir de 1987 Lynch fue respaldado por ESP Guitars. Su única guitarra "Skull and Bones" (cariñosamente llamado "Mamá"), apareció a finales de los 80', popularizándose en el video "Dream Warriors" tema de la película Nightmare On Elm Street, fue diseñada a mano por el artista John J. "Frog" García. Desde que George fue contratado por ESP, una calcomanía ESP se aplicó a la pala. Varias guitarras George Lynch han sido producidas por ESP Japón:
El modelo Kamikaze, está basada en su primera guitarra ESP.
El modelo del Tigre, una Strat casera fue construida a partir de un stock de piezas que George compró a Charvel en la década de 1980.
En 1990 utiliza el modelo Cráneo y Serpientes, diseño que utilizó más tarde para el "Wicked Sensation" y las ilustraciones del álbum Lynch Mob.
El modelo The Flame Boy, fue basado en un diseño ESP Bosque.
La nueva Super V, incluye hardware y características propias.
El tono Ultra, fue la primera guitarra ESP que George mismo diseñó.
La serpiente, un modelo ESP liberado fue utilizado en la década de 1990.
También hizo suyas las artesanales Yamaha L-Series guitarras acústicas, y utiliza estas en el Asian 'Unplugged' Clínica gira de mayo / junio de 2006.
Lynch ahora tiene un contrato con ESP Guitars, que se ha traducido en la creación de la ESP acústica Jumbo Lynch, que ofrece los gráficos diseñados por Stephen Jensen.
Lynch usa amplificadores y unidades Marshall, Soldano, Bogner y Diezel con efectos propios que distinguen su particular y famoso tono, el cual está bien documentado en los círculos de la guitarra de rock y sus cambios de plataformas con cada gira sucesiva. Mientras estaba de gira en 2005, Lynch utilizaba el Randall Dragón (volumen no maestro) cabeza de tubo la mayor parte de su sonido, el diseño es similar a los Marshall Plexi. A a principios de la su era con Dokken utilizó un endorser de largo plazo con Randall, y participó en el diseño de la caja de George Lynch para el sistema de amplificadores modular de Randall.
Seymour Duncan creó la recolección de la guitarra Screaming Demon(SH-12 y TB-12) para Lynch, que se ofrece en todas las firmas de guitarras ESP Lynch. Seymour Duncan también recientemente diseñó el nuevo pick-up Super V para ser presentado en el modelo Super V.
También utiliza un Morley caja A/B llamado el Tripler, y una edición limitada de Robert Keeley GL. 
En 2008 utilizó un zoom suelta pedal llamado G2g George Lynch. Lynch ha diseñado una nueva cadena de cuerdas de níquel de alta tecnología a través de la marca Dean Markley, con su nombre George Lynch en el envase. [ 1 ]

## Discografía

### Dokken
- Breaking The Chains (1983)
- Tooth And Nail (1984)
- Under Lock And Key (1985)
- Dream Warriors - EP (1987)
- Back For The Attack (1987)
- Beast From The East - Live (1988)
- The Best Of Dokken (1994)
- Dokken (1994)
- One Live Night - Live (1995)
- Dysfunctional (1995)
- Shadowlife (1997)
- The Very Best Of Dokken (1999)
- The Definitive Rock Collection (2006)
- From Conception: Live 1981 (2007)

### Lynch Mob
- Wicked Sensation (1990)
- Lynch Mob (1992)
- Syzygy - EP (1998)
- Smoke This (1999)
- Evil: Live (2002)
- REvolution (2003)
- REvolution: Live! (2006)
- Smoke and Mirrors (2009)
- Sound Mountain Sessions - EP (2012)
- Unplugged: Live from Sugarhill Studios - EP (2013)
- Sun Red Sun (2014)
- Rebel (2015)
- The Brotherhood (2017)
- Babylon (2023)

### Solo
- Sacred Groove (1993)
- Live In Florida (1999)[1]
- Will Play for Food (2000)
- Stone House - EP (2001)
- The Lynch That Stole Riffness! - EP (2002)
- Furious George (2004)
- The Lost Anthology (2005)
- Guitar Slinger (2007)
- Scorpion Tales (2007)
- Orchestral Meyhem (2010)
- Kill All Control (2011)
- Legacy - EP (2012)

### Udo Lindenberg + Panikorchester
- Keule" (1982)

Compuso la música y toca las guitarras junto a Mike Brown a la batería en las canciones “Urmensch”, “Zwischen Rhein und Aufruhr”, “Gesetz” y “Ratten”. Este dato se conoce porque se lo comentó en una entrevista a Jason Green en 2022, donde dice que tienen un sonido a lo que posteriormente sería el "Breaking the Chains" de Dokken.

### Hear 'n Aid
- Stars (1986)

### Tony MacAlpine
- Maximum Security (1987)

### Lynch/Pilson
- Wicked Underground (2003)

### Xciter
- Xciter (2006)

### Lana Lane
- Gemini (2006)

### Souls Of We
- Let The Truth Be Known (2008)

### George Lynch & The Stahlwersfonie Orchestra
- Christmas / Sarajevo (2009)

### Raven Quinn
- Raven Quinn (2010)

### T&N
- Slave To The Empire (2012)

### KXM
- KXM (featuring Doug Pinnick from King's X and Ray Luzier from Korn) (2014)

### George Lynch & Jeff Pilson
- Heavy Hitters (2020)
- Heavy Hitters II (2023)